# Anax chloromelas
Anax chloromelas är en trollsländeart som beskrevs av Friedrich Ris 1911. Anax chloromelas ingår i släktet Anax och familjen mosaiktrollsländor. IUCN kategoriserar arten globalt som livskraftig. Inga underarter finns listade i Catalogue of Life.